# Damiàn Forment
Damiàn Forment (in spagnolo Damián Forment; Valencia, 1480 – 1540) è stato uno scultore spagnolo.

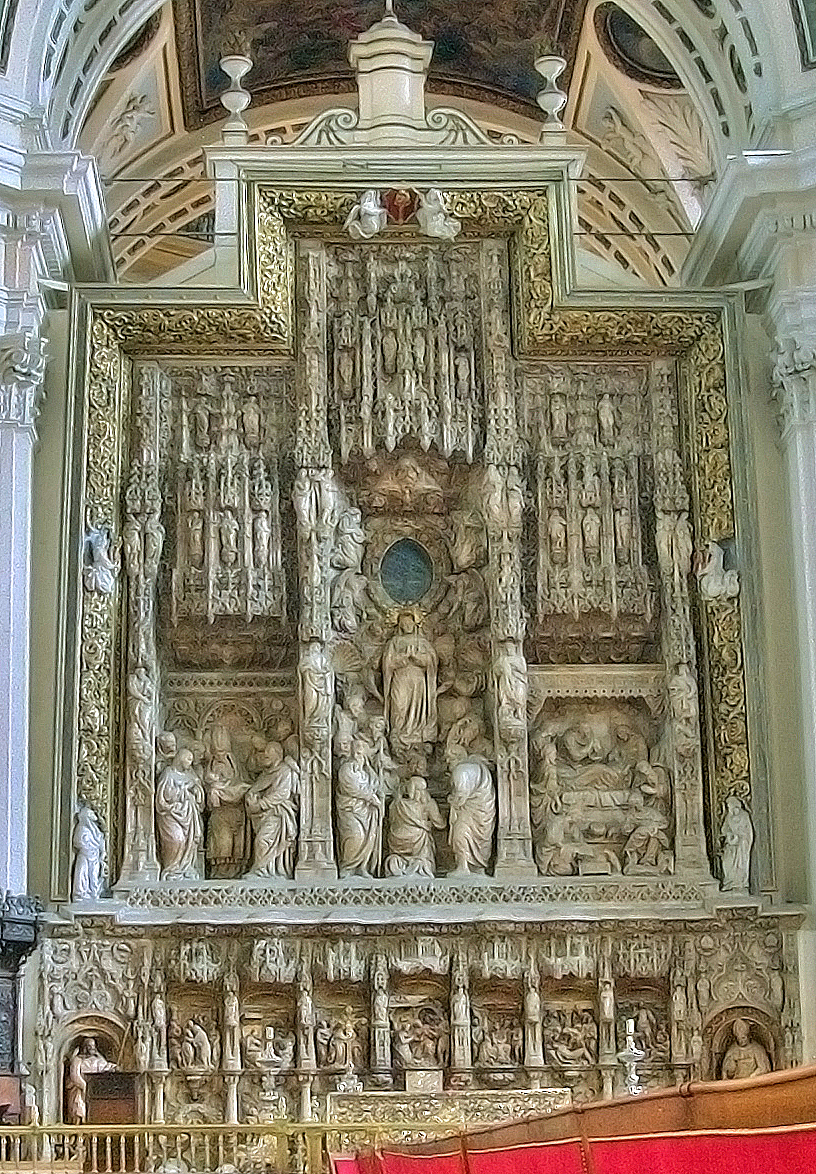
Pala dell'altare maggiore della basilica del Pilar

Considerato il più importante scultore spagnolo del XVI secolo, appartenente dapprima alla scuola gotica, poi a quella rinascimentale italiana e infine al manierismo.

## Biografia

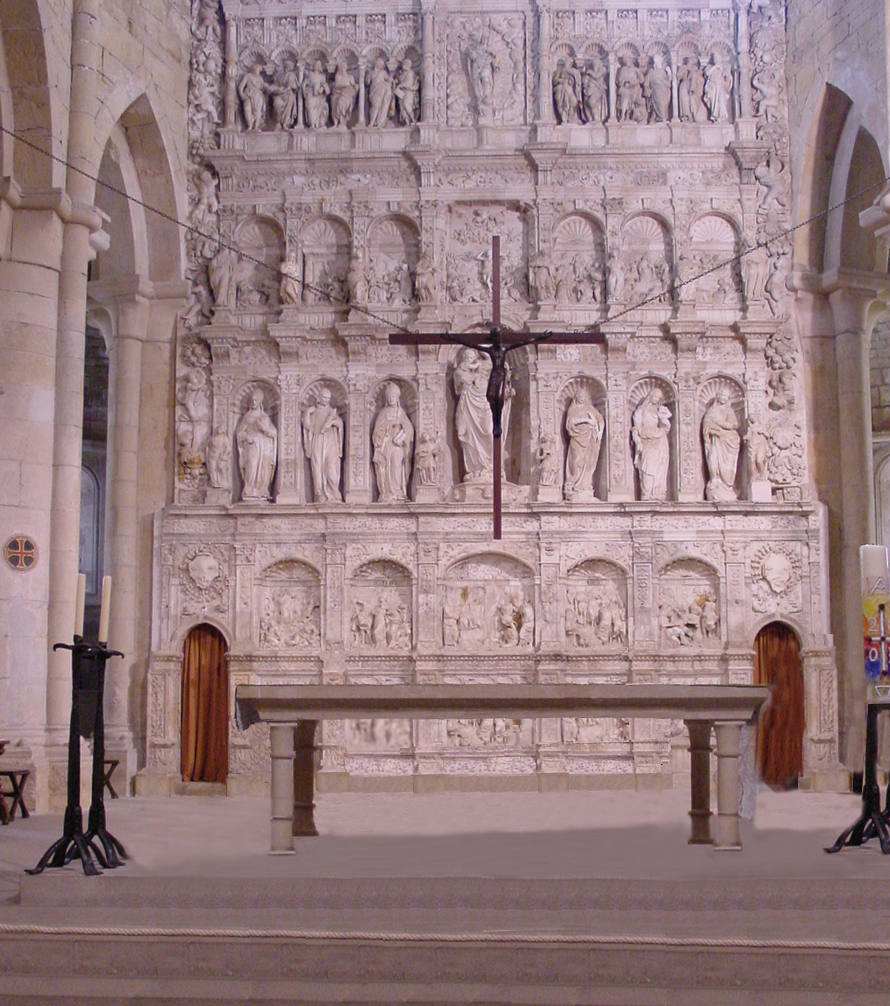
Pala dell'altare maggiore di Poblet

Lo scultore si recò in Italia, a Roma e a Firenze per studiare e fare apprendistato.
Nel 1499 Forment si sposò con Jerónima Alboreda dalla quale avrà quattro figli.
La sua attività artistica iniziò con una collaborazione familiare, assieme al padre Paolo e al fratello Onofrio, che si concretizzò con la realizzazione del retablo della Purificazione eseguito presso il convento di Santa Chiara a Valencia (1503). Due anni dopo Forment preparò due crocefissi per la cattedrale e nel 1509 concluse il portale per la collegiata di Gandia.
Terminata questa opera, lo scultore si trasferì a Saragozza,  dove ebbe l'occasione di incontrare vari artisti fiorentini che lo instradarono verso le innovazioni dell'arte rinascimentale.
Se la pala per l'altar maggiore della chiesa del Pilar (1511) manifestò uno stile ancora tardo-gotico, quella per l'altare di San Paolo, sempre a Saragozza (1516) e ancor di più quella per la cattedrale di Huesca (1520), avvicinarono lo scultore ad un linguaggio rinascimentale di influenza italiana. In questa opera si occupò di rappresentare le scene bibliche del Calvario, della Crocifissione e della Risurrezione di Gesù.
La pala per l'altare maggiore del monastero di Santa Maria di Poblet mostrò un orientamento verso la scultura lombarda e veneta del tardo Quattrocento. Qui rappresentò scene della vita di Gesù con i dodici Apostoli e la Vergine Maria.
Negli anni trenta del XVI secolo, l'artista si trasferì a Barcellona dove fu impegnato nel retablo policromo per San Domingo da la Calzada (1536).
Negli ultimi anni della sua vita l'artista si avvicinò ad una espressione naturalista, consolidata da ampi studi sul corpo umano e concretizzata da numerose figure femminili.
La morte, avvenuta nel 1540, non gli consentì di terminare la pala per la cattedrale di Barbastro.

## Opere principali
- Retablo della Purísima Concepción, 1500-1503, Museo de Bellas Artes di Valencia;
- Retablo di San Eloy, junto a su hermano Onofre, Valencia, 1509;
- Retablo maggiore della basílica del Pilar, Saragozza, 1509;
- Retablo della chiesa di San Paolo, Saragozza, 1511;
- Nuestra Señora del Coro, Saragozza, 1515;
- Chiesa di san Michele de los Navarros, Saragozza, 1518.
- Retablo della cattedrale di Huesca, 1520-1534;
- Pietà, 1522-1525;
- Adoración de los pastores, Sobradiel, provincia di Saragozza, 1520-1530;
- La Magdalena, Tarazona, Saragozza, 1524;
- Retablo del monastero di Poblet, Tarragona, 1527-1529;
- Retablo di Santiago, Bolea, provincia di Huesca, 1532;
- Retablo dell'ospedale di San Severo, Barcelona, 1534-1535;
- Retablo della cattedrale di Santo Domingo de la Calzada, Santo Domingo de la Calzada, La Rioja, 1537;
- Retablo maggiore della chiesa di Sallent de Gállego, Huesca, 1537;
- Retablo della cattedrale di Santa Maria de la Asunción de Barbastro, Barbastro, Huesca, 1560.